# Savojske Alpe
Savojske Alpe, tudi Grajiške Alpe (italijansko Alpi Graie; francosko Alpes grées) so gorovje v zahodnem delu Alp. Najvišja gora, kar je sporno glede na lego, je Gran Paradiso, 4061 m. Gorsko območje Savojskih Alp je v primerjavi z mnogimi gorovji vzhodnih Alp, velikih razsežnosti. Natančna meja območja, zlasti francoski del, se ne ravna enotno na mednarodni ravni. Po sedanjem predlogu SOIUSA je masiv Mont Blanc del Savojskih Alp.

## Etimologija
Ime Graie prihaja iz Graioceli, imena keltskega plemena, ki je prebivalo v okolici prelaza Mont Cenis in doline Viù.
Drugi viri trdijo, da ime izvira iz keltske besede Graig, kar pomeni 'skala', 'kamen', dobesedno Skalne gore.

## Geografija
Savojske Alpe so v Franciji (Rona-Alpe), v Italiji (Piemont in dolina Aoste) in v Švici (zahodni Valais).
Francosko stran Alp odmakajo reke Isère (dolina Tarentaise) in njen pritok Arc (dolina Maurienne) in Arve. Italijansko stran odmakajo reke Dora Baltea, Orco in Stura di Lanzo, pritoki reke Pad.
Savojske Alpe lahko razdelimo v naslednje štiri skupine:
- skupina Mont Blanc (severno od prelaza Mali Sveti Bernard)
- centralna skupina (razvodnica med Malim Svetim Bernardom in Col du Mont Cenis)
- zahodna ali francoska skupina,
- vzhodna ali italijanska skupina.

Podrobneje lahko območje razdelimo v gorske skupine: Emilius, skupina Paradiso, skupina Ciamarella, skupina Charbonnel, skupina Sassiere, skupina Rutor in masiv Vanoise. V Savojskih Alpah obstajajo tri področja z večjimi poledenitvami: Vanoise, okolica Gran Paradisa in veriga Rutor s skupino Sassiere.

## Narodni parki
V Savojskih Alpah sta tako na italijanski kot na francoski strani narodna parka: Narodni park Gran Paradiso v Italiji in Narodni park Vanoise v Franciji. Oba narodna delujeta kot del programa čezmejnega partnerstva. Skupaj obsegata parka površino približno 2713 kvadratnih kilometrov (jedro in zunanje območje po IUCN kategorije II in V).

## Pomembni vrhovi
Vrhovi masiva Mont Blanc:
- Mont Blanc/Monte Bianco (4810 m)
- Mont Blanc de Courmayeur (4748 m)
- Mont Maudit (4465 m)
- Dôme du Goûter (4304 m)
- Mont Blanc du Tacul (4248 m)
- Grandes Jorasses (4208 m)
- Aiguille Verte (4122 m)
- Aiguille Blanche de Peuterey (4112 m)
- Aiguille de Bionnassay (4052 m)
- Dôme de Rochefort (4015 m)
- Dent du Géant/Dente del Gigante (4013 m)

Ostali vrhovi:
- Gran Paradiso, 4061 m
- Grivola, 3969 m
- Grande Casse, 3855 m
- Mont Pourri, 3779 m
- Pointe de Charbonnel, 3760 m
- Aiguille de la Grande Sassière, 3747 m
- Dent Parrachée, 3697 m
- Uia di Ciamarella, 3676 m
- Grande Motte, 3653 m
- Pointe de Ronce, 3618 m
- Uia di Bessanese, 3604 m
- La Tsanteleina, 3602 m
- Monte Emilius, 3559 m
- Rocciamelone, 3538 m
- Monte Musinè, 1150 m

## Zemljevidi
- Italian official cartography (Istituto Geografico Militare - IGM); on-line version: www.pcn.minambiente.it
- French  official cartography (Institut Géographique National - IGN); on-line version:  www.geoportail.fr
- Swiss official cartography (Swiss Federal Office of Topography - Swisstopo); on-line version:  map.geo.admin.ch